# На глухом хуторе
«На глухом хуторе» (лит. Atokiame vienkiemyje) — советский чёрно-белый короткометражный фильм 1966 года, снятый режиссёром Ильёй Рудасом на Литовской киностудии.
Экранизация рассказа Пятраса Цвирки «Колодец».
Премьера фильма состоялась в августе 1967 года.

## Сюжет
В фильме рассказывается история о хуторянине Матаса Кряуза, который желая завладеть хозяйством тестя, обманувшим его с приданым, заживо хоронит отца Моцкуса, заколотив деревянными досками старый колодец, в который Моцкус, будучи пьяным, и свалился.

## В ролях
- Юозас Будрайтис (дублировал Игорь Ефимов) — Матас Кряуз
- Донатас Банионис (дублировал Александр Демьяненко) — ксендз
- Элеонора Матулайте (дублировала Галина Теплинская) — Морта
- Гражина Рукшенайте-Казилионене (дублировала Майя Блинова) — Барбора
- Люда Адомавичюте (дублировала Лидия Александрова) — батрачка

## Съёмочная группа
- Сценарист: Илья Рудас
- Режиссёр: Илья Рудас
- Оператор: Йонас Томашявичюс
- Художники: Йеронимас Чюплис, Виктория Бимбайте
- Звукорежиссёр: Давид Ожеховас

Фильм дублирован на киностудии «Ленфильм».
- Режиссёр дубляжа: Владимир Скворцов
- Звукорежиссёр: Борис Антонов